# Rethink Robotics
Rethink Robotics是美国波士顿的协作式机器人初创公司，由MIT计算机科学与人工智能实验室前主任罗德尼·布鲁克斯和其同事于2008年创立。Rethink Robotics研发可应用于制造业的低成本协作式机器人，是该领域的先驱公司之一，主要推出了Baxter和Sawyer两款机器人，采用牺牲精度来换取协作安全性的机械臂控制策略。2018年因市场表现受挫关停业务，其专利、技术和知识产权被德国自动化企业哈恩集团收购。

## 初创
机器人学专家罗德尼·布鲁克斯于1990年联合创立了iRobot公司，于1997年-2007年间担任MIT计算机科学与人工智能实验室（CSAIL）主任。2008年7月，他离开学术界，创立协作式机器人公司Heartland Robotics。罗德尼·布鲁克斯从MIT找来工程和研发团队进行新机器人的开发，技术总监由其学生、MIT博士毕业的马修·威廉姆森（Matthew Williamson）担任，马修的研究方向为弹性驱动器。

## 发展
在初创的前几年里，公司未公开其研发中的机器人的图片或具体特征，仅大致表示其机器人将会应用于装配线一类的制造业领域、成本低廉适合中小型制造商。截至2009年，公司的融资总额达到1200万美元，2010年融资总额达到3200万美元。其投资方包括杰夫·贝索斯。
2012年，公司融资总额达到6200万美元，公开其首款机器人——双臂型机器人Baxter，并将公司名改成Rethink Robotics。Baxter机器人定价为2.5万美元，在展示中体现了其安全协作的特点，关节采用非完全刚性的顺应性设计，同时辅以传感器检测周围环境，使其不必放置于和工人隔离的安全笼中。但较之传统的工业机器人，Baxter机器人也暴露出移动慢、精度低的不足。Rethink Robotics称其机器人目标为低价市场，因而未采用昂贵的电机或传动装置，精度则可以通过摄像头和软件端进行相应补偿。
2015年，公司推出第二款机器人——单臂型机器人Sawyer。Sawyer机器人比Baxter体型更小、运动更灵巧，定价2.9万美元，目标为电路板测试一类的轻量级高精度任务。

## 结业
Rethink Robotics数年以来的市场表现方面未达到预期。其采用的串联式弹性驱动器加上力传感器的控制策略不如传统工业机器人的刚性驱动器精度高，并且机械臂运动的可重复性不佳。尽管公司宣传其低成本、安全交互和方便编程的特点，但仍未受到制造业客户的青睐。
2018年10月，融资总额达到1.5亿美元的Rethink Robotics宣布结业。Rethink Robotics的首选收购方原为一家中国公司，但因顾虑美国海外投资委员会而作罢，后将其专利、技术和知识产权卖给德国自动化企业哈恩集团，成为其旗下机器人业务的一部分。